# 萨希
萨希（法語：Sachy，法語發音：[saʃi]）是法国阿登省的一个市镇，属于色当区。

## 地理
萨希（49°40'6"N, 5°7'59"E）面积5.9 平方千米，位于法国大東部大區阿登省，该省份为法国北部内陆省份，西接埃纳省，南至马恩省，东临默兹省，北与比利时接壤。
与萨希接壤的市镇（或旧市镇、城区）包括：埃斯孔布尔和勒谢努瓦、梅桑库尔、奥讷、普吕圣雷米、泰泰涅。

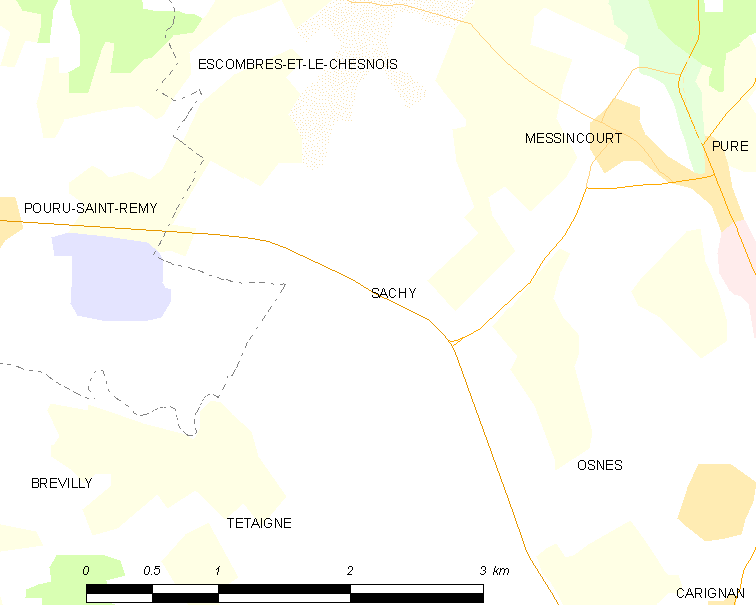
萨希的OSM定位图

萨希的时区为UTC+01:00、UTC+02:00（夏令时）。

## 行政
萨希的邮政编码为08110，INSEE市镇编码为08375。

## 政治
萨希所属的省级选区为卡里尼昂县。

## 人口

1962-2008年间萨希人口变化图示

萨希于2022年1月1日时的人口数量为178人。